# ایلا هیلتونن
اِیْلا هیلْتونِن (انگلیسی: Eila Hiltunen؛ ۲۲ نوامبر ۱۹۲۲ – ۱۰ نوامبر ۲۰۰۳) مجسمه‌ساز اهل فنلاند بود.
عمده شهرت این هنرمند به خاطر اثر یادبود سیبلیوس است. این اثر یادبودی است تقدیم شده به آهنگساز فنلاندی جین سیبلیوس که در پارکی به نام این هنرمند در هلسینکی فنلاند نگهداری می‌شود. 

یکی از آثار این هنرمند به نام «آب زندگانی» در موزه هنرهای معاصر تهران نگهداری می‌شود. این اثر هم اکنون (بهار 1404) در پاگرد انتهای بخش نمایشگاهی موزه در محلی که پیش از این اثر دونالد جاد نصب شده بود، قرار دارد.